# Рахимов, Тагир Тимерханович
Тагир Тимерханович Рахимов (род. 25 сентября 1953, село Стерлибашево Стерлибашевского района Башкирской АССР) — российский актёр театра и кино. Заслуженный артист Российской Федерации (2007).

## Биография
Родился 25 сентября 1953 года в селе Стерлибашево. Окончил Находкинское мореходное училище. Был кочегаром, сторожем, мотористом на рыболовном судне, строил железные дороги, работал актёром-кукловодом в кукольном театре.
В 1988 году  в возрасте  36 лет, изменив возраст в  паспорте, поступил на режиссёрский факультет ГИТИСа, в мастерскую Петра Фоменко.В 1993 году окончил РАТИ-ГИТИС (актерско-режиссерский курс Петра Фоменко).
В настоящее время работает в Московском театре «Мастерская Петра Фоменко».
Сестра – Венера Рахимова, народная артистка Башкирии.

## Награды
- Премия Фонда О.П. Табакова «За актерский талант, реализованный в спектакле «Варвары», 2000 год;
- Лауреат театральной премии «Чайка» в номинации «Синхронное плавание» — за актёрский ансамбль спектакля «Три сестры», 2004 год;
- Заслуженный артист Российской Федерации (10 октября 2007 года) — за заслуги в области искусства[2];
- Медаль «За труды в культуре и искусстве» (10 марта 2025 года) — за вклад в развитие отечественной культуры и искусства, многолетнюю плодотворную деятельность[3].